# Give It to You
Give It to You è un brano musicale della rapper statunitense Eve, pubblicato come secondo singolo estratto dall'album Lip Lock il 31 luglio 2007, ed il primo ad essere pubblicato sul mercato australiano.
Il brano figura la collaborazione dell'artista dancehall Sean Paul ed è caratterizzato da un misto di chitarre spagnole e suoni reggae.
Il singolo è stato classificato alla sessantacinquesima posizione della lista stilata da MTV Asia dei cento maggiori successi del 2007.

## Tracce
CD Single
1. Give It to You (Album version)
2. Give It to You (Instrumental)
3. Tambourine
4. Give It to You (Video)

UK/Germany CD Single
1. Give It to You (Album version)
2. Tambourine

Australian CD Single
1. Give It to You (Album version)
2. Tambourine (Remix)
3. Let Me Blow Ya Mind (Stargate Remix)
4. Gangsta Lovin' (Radio Edit)
5. Who's That Girl? (C.I.A.S. Remix)

## Classifiche
| Classifica (2007)                  | Posizione più alta |
| ---------------------------------- | ------------------ |
| Germania Singles Top 100           | 49                 |
| Portogallo Singles Top 50          | 43                 |
| Bubbling Under Hot 100             | 24                 |
| Bubbling Under R&B/Hip-Hop Singles | 14                 |